# Experimentele Groep in Holland
Experimentele Groep in Holland, est un groupe expérimental artistique fondé à Amsterdam en juillet 1948 par Karel Appel, Constant et son frère Jan Nieuwenhuys, Corneille, Theo Wolvecamp et de nombreux artistes néerlandais, en révolte contre l'art culturel que dénonçait de son côté Jean Dubuffet. Ce groupe publie en octobre/novembre 1948 la revue Reflex où déjà s'annonce l'esprit du mouvement CoBrA, et qui marque la constitution du Groupe Expérimental Hollandais.

## Contexte
Le climat artistique d'Amsterdam après-guerre est peu encourageant. Dès l'ouverture des frontières nombreux sont les artistes qui éprouvent le besoin de se libérer de l'isolement imposé. Appel et Corneille vont dans d'autres pays. En Belgique, en France, ils assimilent  tout ce qu'ils voient. « de tout ce qu'ils virent, ce fut l'œuvre de Édouard Pignon qui fit la plus forte impression. À Paris, où  Constant a résidé en 1946, ils  découvrent Joan Miró, Paul Klee, Jean Dubuffet, et les arts primitifs au musée de l'homme . »

## L'esprit du groupe
Les artistes  préconisent, à la suite de Miró et Klee, la spontaneité dans l'art. Composé aussi bien de peintres que de poètes, le groupe compte  Constant Nieuwenhuys, Asger Jorn, Guillaume Cornelis van Beverloo, Anton Rooskens, Theo Wolvecamp et Jan Nieuwenhuys. On y trouve aussi  Eugène Brands, Gerrit Kouwenaar, Jan Elburg, Bert Schierbeek, Lucebert. Ainsi se forment les prémices  de Cobra (mouvement)   que les artistes du groupe hollandais vont rejoindre/co-fonder rapidement. Jean-Michel Place, publie un texte de Christian Dotremont écrit le 8 novembre 1978, en introduction au livre-hommage Cobra 1948-1951: 

« Au tout début de CoBrA, mars 1948, je peins la première peinture-mot avec Jorn. Et j'imagine Constant, fondant avec Appel et Corneille, à Amsterdam, en juillet 1948, Le Groupe Expérimental Hollandais. Et je me permets de me souvenir que j'ai vu , tout à coup, dans ces contradictions et dans ces affinités, la possibilité d'un nouveau mouvement réellement vivant international expérimental : j'ai une bonne idée, l'idée de fonder CoBrA. »

## Les influences
Fortement influencé par Asger Jorn qui rejette l'abstraction pure, mais aussi l'engagement circonstanciel exigé par les marxistes et les sartriens, le groupe tend à s'éloigner aussi bien de l'école de Paris que du réalisme socialiste ou de l'onirisme surréaliste. 

« le procédé actuel de l'art , écrit Jorn, n'est pas de rechercher les applaudissements, l'admiration, la célébrité d'une merveille bizarre comme l'éléphant du zoo, mais d'être un outil capable d'agir sur le spectateur. Voilà pourquoi l'art est une agitation (action) et non description. »